# アイス (ダンサー)
アイス（Ice、本名：デイヴィッド・アレクサンダー・スミス（英語: David Alexander Smith）、1972年 - 2008年12月26日）は、ジャマイカのダンサー。
過去にボーグル (Bogle (dancer)) も所属していたダンサー集団のブラック・ローゼス・クルー (Black Roses Crew) に所属しており、2008年の北京オリンピック陸上競技で金メダルを3枚獲得したウサイン・ボルトが200メートル競走決勝戦後に踊ったダンスである「ゴリ・クリーパ (Gully Creepa)」の考案者であった。
2008年12月26日の朝7時55分頃、ジャマイカのキングストンで車を運転していた彼はタバコを買うためにニューアーク通りのバーに立ち寄ったところ、数名の男性から銃撃を受け即死した。その後、彼を殺害した集団は同乗者の女性を降ろして車を奪って逃走したことから、車目当ての犯行ではないかといわれている。